# Episodi di Professor T. (serie televisiva britannica) (quarta stagione)
La quarta stagione della serie televisiva Professor T., composta da sei episodi, verrà trasmessa in prima visione assoluta sul canale britannico ITV.
In Italia, la stagione è stata trasmessa in prima visione assoluta su Rai 2 dal 18 luglio al 16 agosto 2025.
| n° | Titolo originale   | Titolo italiano          | Prima TV UK | Prima TV Italia |
| -- | ------------------ | ------------------------ | ----------- | --------------- |
| 1  | Carpe Diem         | Fuoribordo               |             | 18 luglio 2025  |
| 2  | September Gardens  | Una residenza pericolosa |             | 18 luglio 2025  |
| 3  | The Inspection     | L'ispezione              |             | 25 luglio 2025  |
| 4  | You Can't Kill Me  | Non puoi uccidermi       |             | 1° agosto 2025  |
| 5  | The Perfect Murder | Il delitto perfetto      |             | 8 agosto 2025   |
| 6  | The Warrior Gene   | Il gene guerriero        |             | 16 agosto 2025  |

## Fuoribordo
- Titolo originale: Carpe Diem
- Diretto da:
- Scritto da:

## Una residenza pericolosa
- Titolo originale: September Gardens
- Diretto da:
- Scritto da:

## L'ispezione
- Titolo originale: The Inspection
- Diretto da:
- Scritto da:

## Non puoi uccidermi
- Titolo originale: You Can't Kill Me
- Diretto da:
- Scritto da:

## Il delitto perfetto
- Titolo originale: The Perfect Murder
- Diretto da:
- Scritto da:

## Il gene guerriero
- Titolo originale: The Warrior Gene
- Diretto da:
- Scritto da: